# Nor Kesaria
Nor Kesaria (en arménien Նոր Կեսարիա) est une communauté rurale du marz d'Armavir, en Arménie. Elle compte 1 506 habitants en 2009.